# Edmund Nick
Edmund Nick (* 22. September 1891 in Reichenberg, Österreich-Ungarn; † 11. April 1974 in Geretsried) war ein deutscher Komponist, Kapellmeister und Musikschriftsteller. Er schrieb Lieder, Chansons, Bühnen- und Filmmusiken, Operetten, Musik für Lustspiele Das kleine Hofkonzert, Musikkritiken u. a. für die Neue Zeitung, Die Welt und 1963–1973 für die Süddeutsche Zeitung.

## Leben und Werk
Der Kaufmannssohn studierte von 1910 bis 1915 in Wien und Graz Jura, absolvierte gleichzeitig eine musikalische Ausbildung an der Wiener Musikakademie und am Dresdner Konservatorium und wurde 1918 an der Universität Graz zum Dr. jur. promoviert. Nick war seit 1920 mit der Konzertsängerin Kaete Jaenicke, Tochter von Karl Jaenicke, verheiratet; ihre Tochter ist die 1926 in Breslau geborene evangelische Schriftstellerin Dagmar Nick. Käte Nick-Jaenicke galt in der Zeit des Nationalsozialismus als „Halbjüdin“, und alle drei waren Repressalien ausgesetzt.
Im Jahr 1921 wurde Nick Kapellmeister der Schauspielbühnen in Breslau, 1924 gemeinsam mit Fritz Ernst Bettauer künstlerischer Leiter der Schlesischen Funkstunde. 1928 holte er den noch jungen Dirigenten Franz Marszalek an diesen Sender. 1929 entstand in Zusammenarbeit mit Erich Kästner das Funkspiel „Leben in dieser Zeit“. 1933 wurde er beim Sender entlassen. Er übersiedelte nach Berlin, wo er bis 1935 als musikalischer Leiter des Kabaretts Die Katakombe arbeitete. Von 1936 bis 1940 war er musikalischer Leiter am Theater des Volkes in Berlin-Mitte. Er erhielt Aufträge zur Komposition der Musik für eine Vielzahl von Ufa-Filmen, zuletzt 1944 für Eine Frau für drei Tage. Nick stand 1944 in der Gottbegnadeten-Liste des Reichsministeriums für Volksaufklärung und Propaganda.
Im Dezember 1943 wurde er ausgebombt, wich mit der Familie nach Böhmen aus und musste von dort im Februar 1945 nach Bayern flüchten.
Ab Herbst 1945 übernahm Nick zusammen mit Kästner, dem früheren Mitarbeiter in Breslau und Berlin, und Rudolf Schündler den Aufbau und die Leitung des Kabaretts Die Schaubude in München.
1947 wurde Nick Chefdirigent der Bayerischen Staatsoperette, dem heutigen Staatstheater am Gärtnerplatz, in München. Von 1949 bis 1952 hatte er eine Professur an der Münchner Musikhochschule inne.  Er war von 1952 bis 1956 Leiter der Musikabteilung beim Westdeutschen Rundfunk in Köln, wo er die Cappella Coloniensis gründete, ein Ensemble für historisch informierte Aufführungspraxis. Von 1957 bis 1960 war er Musikkritiker der „Welt“, ab 1962 der „Süddeutschen Zeitung“.
Nick komponierte das musikalische Lustspiel „Das kleine Hofkonzert“ (1935), Operetten (unter anderem „Über alles siegt die Liebe“, 1940, und „Das Halsband der Königin“, Uraufführung 1. Dezember 1948) sowie Unterhaltungs-, Bühnen- und Filmmusik. Er schrieb „Paul Lincke“ (1953) und „Vom Wiener Walzer zur Wiener Operette“ (1954).
Am Ende der Zusammenarbeit mit Kästner komponierte er 1969 die Musik zu dem 1955 entstandenen Gedichtzyklus „Die 13 Monate“.
In den 1950er-Jahren machte Nick mit den Münchner Philharmonikern und dem Bavaria Sinfonie Orchester einige Schallplattenaufnahmen für die Deutsche Grammophon. Darunter ist auch eine Aufnahme mit den Ungarischen Rhapsodien Nr. 2 und Nr. 12 von Franz Liszt sowie dessen Ungarischer Fantasie für Klavier und Orchester mit dem damals sehr populären Pianisten Julian von Károlyi. Nick gilt als Gründer der Cappella Coloniensis.
Nicks Grabstätte befindet sich auf dem Münchner Westfriedhof.

## Auszeichnungen
- 1957 Großes Bundesverdienstkreuz
- 1965 Liebieg-Medaille des Heimatkreises Reichenberg in Augsburg
- 1969 Schwabinger Kunstpreis

## Werke (Auswahl)
- Das kleine Hofkonzert, Musikalisches Lustspiel (1935)
- Über alles siegt die Liebe, Operette (1940)
- Am Abend auf der Heide, Heimatfilm (1941) Musik
- Sechs Tage Heimaturlaub, Fronturlauberfilm (1941), Musik
- Weihnachten im Lied, Edition Meisel, Berlin 1942
- Eine Frau für drei Tage, Liebesfilm (1943/1944) Musik

## Hörspielmusik
- 1929: Leben in dieser Zeit
- 1947: Erich Kästner: Ringelspiel 1947 – Regie: Hanns Korngiebel (RIAS Berlin)

## Aufnahmen
2010 erschien beim Label CPO Edmund Nicks „Leben in dieser Zeit. Lyrische Suite in drei Sätzen (1929). Text von Erich Kästner“ u. a. mit Elke Kottmair, Marcus Günzel, Christian Grygas, Walter Niklaus, Peter Ensikat, Ralf Simon, Gerd Wiemer. Ernst Theis leitet Chor & Orchester der Staatsoperette Dresden. Die Aufnahme bietet sowohl die Rekonstruktion der Hörspielfassung als auch die Musiken der Konzertfassung.
- 2010 CD Die 13 Monate – Erich Kästner in Liedern und Songs von Edmund Nick (Ulrich Schütte Gesang; Gerold Huber Klavier).[7]
- 2015 CD Fahrt in die Welt. Erich Kästner in Liedern und Chansons von Edmund Nick (Constance Heller Gesang; Gerold Huber Klavier; Dagmar Nick Sprecherin).[8]

## Nachlass
Der schriftliche Nachlass von Edmund Nick liegt im Literaturarchiv der Monacensia im Hildebrandhaus.